# لينكولن كابري
لينكولن كابري هي سيارة عائلية خلفية الدفع من إنتاج شركة لينكولن للسيارات، أنتجت في 1952 وتوقف إنتاجها في 1959.